# Dictenidia luteicostalis luteicostalis
Dictenidia luteicostalis luteicostalis is een ondersoort van de tweevleugelige Dictenidia luteicostalis uit de familie langpootmuggen (Tipulidae). De soort komt voor in het Palearctisch gebied.